# Atheta hygrotopora
Atheta hygrotopora es una especie de escarabajo del género Atheta, familia Staphylinidae. Fue descrita científicamente por Kraatz en 1856.
Habita en Reino Unido, Suecia, Austria, Rumania, Noruega, Países Bajos, Alemania, Finlandia, Francia, Estonia, Italia, Bosnia y Herzegovina, Bélgica, Suiza, Luxemburgo, Polonia, Eslovaquia, Ucrania y Sudáfrica.